# Hangö järnvägsstation

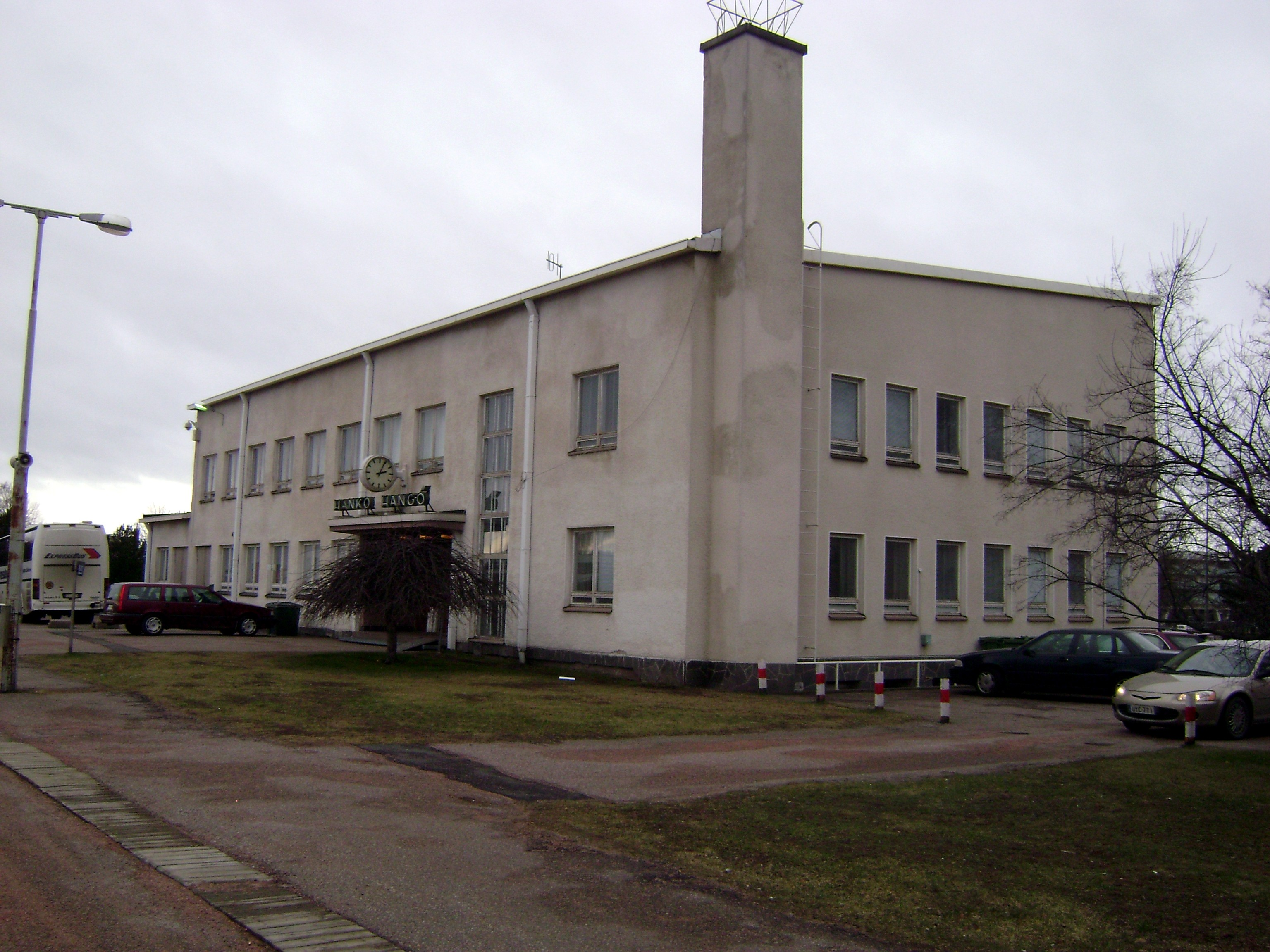
Stationsbyggnaden.

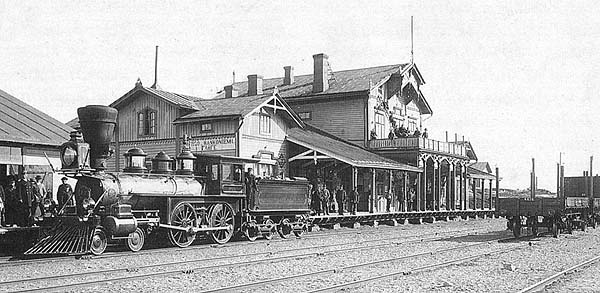
Hangö järnvägsstation 1893.

Hangö järnvägsstation är en järnvägsstation på Hangöbanan i den finländska kuststaden Hangö i landskapet Nyland. Järnvägsstationen är Hangöbanans (Karis-Hangö) ändstation. Avståndet från Karis järnvägsstation är cirka 50 kilometer. Den nuvarande stationsbyggnaden stod färdig 1952 och uppfördes i funktionalistisk stil efter ritningar av den finländske arkitekten Jarl Ungern.
Stationsbyggnad såldes på en nätauktion 2021 efter att ha stått tom en längre tid.